# The Dying Detective (film)
Pour plus de détails, voir Fiche technique et Distribution.
The Dying Detective est un film britannique réalisé par Maurice Elvey, sorti en 1921.

## Synopsis
Sherlock Holmes est atteint d'une maladie tropicale alors qu'il enquête sur le meurtre de Victor Savage, et qu'il soupçonne Culverton Smith. Il refuse les soins que veut lui fournir le Docteur Watson et lui demande de faire venir Smith, un expert des maladies asiatiques. Smith arrive à Baker Street au chevet d'Holmes et admet qu'il est responsable de la maladie d'Holmes, en avouant qu'il a envoyé sous la menace une boîte contenant des agents contagieux. Smith admet aussi le meurtre de Savage. Après cette confession, Holmes tient Smith en joue, mais ce dernier lui révèle qu'il n'est pas Smith mais son serviteur. Finalement, Holmes aura le dernier mot quand le vrai Smith sera arrêté près de Baker Street.

## Fiche technique
- Titre original : The Dying Detective
- Réalisation : Maurice Elvey
- Scénario : William J. Elliott, d'après la nouvelle Le Détective agonisant d'Arthur Conan Doyle
- Direction artistique : Walter W. Murton
- Photographie : Germain Burger
- Montage : Leslie Britain
- Société de production : Stoll Picture Productions
- Société de distribution : Stoll Picture Productions
- Pays d'origine :  Royaume-Uni
- Langue originale : anglais
- Format : noir et blanc — 35 mm — 1,37:1 — Film muet
- Genre : Film policier
- Durée : deux bobines
- Dates de sortie : 
  -  Royaume-Uni : avril 1921

## Distribution
- Eille Norwood : Sherlock Holmes
- Hubert Willis : Docteur Watson
- Madame d'Esterre : Mme Hudson
- Cecil Humphreys : Culverton Smith
- Joseph R. Tozer : le serviteur de Smith